# Schizodactylus tuberculatus
Schizodactylus tuberculatus, jedna od nekoliko vrsta kukaca ravnokrilaca orthoptera roda Schizodactylus, porodica Schizodactylidae. Raširena je u tropskoj Aziji (Assam)
Za ovu vrstu ne postiji nijedan poznati narodni naziv niti neki drugi sinonim, a opisao ju je Ander, 1938.
S. tuberculatus i S. monstrosus neka azijka plemena sakupljaju i suše tjedan dana u bambusovim cijevima, a kasnije bi ih izmrvili u prah i miješali s čilijem, soli i mladim bambusom (bamboo shoots). Ovaj prah uzima se kao hrana s rižom ili u lokalnom piću ‘‘apung’’